# Az utolsó erőd
Az utolsó erőd (eredeti cím: The Last Castle) 2001-ben bemutatott amerikai filmdráma, melyet Rod Lurie rendezett. A főszerepet Robert Redford, James Gandolfini, Mark Ruffalo és Delroy Lindo alakítja.
2001. október 19-én mutatták be az Amerikai Egyesült Államokban, Magyarországon DVD-n jelent meg szinkronizálva. Általánosságban vegyes kritikákat kapott az értékelőktől. Bevételi szempontból megbukott, 72 milliós költségvetésével szemben mindössze 27 millió dollárt tudott gyűjteni.
Az amerikai hadsereg altábornagya, akit parancsmegtagadásért elítéltek, szembeszáll a börtönparancsnokkal a foglyokkal való bánásmód miatt.

## Cselekmény
Eugene Irwin altábornagyot egy szigorúan őrzött katonai börtönbe szállítják, hogy megkezdje tízéves büntetését. Irwin az elnöki parancsot megszegve nyolc katona halálát okozta Burundiban. Winter ezredes, a börtön parancsnoka nagy tisztelője a tábornoknak. Azonban megsértődik, amikor Irwin kritizálja Winter nagyra becsült katonai műtárgygyűjteményét – olyasminek nevezi azt, amilyet egy igazi harctéri veterán sem birtokolna (Winter pedig soha nem vett részt harcban).
Egy alkalommal Irwint keményen megbüntetik, miután megakadályozza, hogy egy őr megverjen egy rabot, Ramon Aguilar tizedest. Aguilar elkövette azt a hibát, hogy a börtönudvaron tisztelgett Irwin előtt. Winter börtönvezetési módszereinek egyik alapelve, hogy a raboknak megtiltják, hogy bármilyen módon katonaként viselkedjenek, tehát tisztelegniük is tilos.
A kegyetlenkedéseket továbbra is megfigyelve Irwin megpróbálja egyesíteni a foglyokat azzal, hogy kőből és habarcsból „várfalat” építenek a létesítményben, amely sok tekintetben egy középkori várra hasonlít.  Winter megparancsolja az őröknek, hogy rombolják le a falat. Aguilar, aki közvetlenül részt vett az építésében, a buldózer elé áll. Winter egy  kézmozdulattal megparancsolja a szadista mesterlövész Zamorro tizedesnek (David Alford), hogy egy normál esetben nem halálos gumilövedéket lőjön ki közvetlenül Aguilar fejére, és ezzel megöli.
Miután a falat lerombolták, Irwin és a rabok alakzatban róják le végső tiszteletüket Aguilar előtt. Winter később megpróbál kiengesztelődni Irwinnel, aki az egyenruha szégyenének nevezi őt, és a lemondását követeli.
A foglyok Irwin körül katonaként kezdenek viselkedni, kódszavakat és gesztusokat használnak, feldühítve ezzel a parancsnokot. Winter felkeresi az antiszociális Yates nevű foglyot, egy volt tisztet és Apache helikopter pilótát, akit elítéltek egy drogcsempész hálózat működtetéséért. Yatest megvesztegeti, hogy a büntetés csökkentéséért cserébe informáljon Irwin terveiről. Yates tudatja a parancsnokkal, hogy Irwin át akarja venni a börtön irányítását, és fel akarja vonni a zászlót fejjel lefelé, ami egyezményes vészjelzés.
Irwin összeesküvést szervez, hogy káoszba taszítsa a börtönt. Az a szándéka, hogy megmutassa egy barátjának, Wheeler dandártábornoknak, a parancsnok felettesének, hogy a parancsnok alkalmatlan, és a Uniform Code of Military Justice alapján el kell távolítani a parancsnokságról. 
Yates igazgatói irodában történő egyik látogatása során diszkréten ellop egy amerikai zászlót, és később elárulja, hogy Irwin pártján áll; Winter elrendeli, hogy minden fogoly legyen kint az udvaron, hogy ezzel megpróbálja megakadályozni az összeesküvésüket, de ez is a tervük része, és kitör a lázadás.
A foglyok rögtönzött fegyverek segítségével elfoglalnak egy páncélozott járművet és a börtönhelikoptert, amellyel Yates megöli Zamorrót. A rabok telefonon értesítik Wheeler főhadiszállását a lázadásról. 
Winternek kevés ideje van visszaszerezni az irányítást, mielőtt Wheeler megérkezik, hogy lássa a börtönt ostrom alatt, ezért elrendeli éles lőszer használatát a foglyok ellen.
Winter Yates-től tudja, hogy Irwin végső célja az amerikai zászló  fejjel lefelé történő felhúzása, ami klasszikus vészjelzés. Irwin emberei pusztítást végeznek, de végül az éles lőszerrel felfegyverzett őrök túlerővel találják szembe magukat. Az ezredes megparancsolja az embereknek, hogy feküdjenek le, de azok nem hajlandók. Újra megparancsolja nekik, közölve, hogy a mesterlövészek tüzelni fognak, ha nem engedelmeskednek. Mielőtt kiadná a parancsot, Irwin megparancsolja fogolytársainak, hogy feküdjenek le.  Az ezredes ekkor azt mondja Irwinnek, hogy adja vissza a zászlaját, mire Irwin azt válaszolja: „Ez nem a te zászlód”. Irwin megfordul, és elindul a zászlórúd felé, hogy felhúzza a zászlót. Az ezredes, aki egyre nyugtalanabb, azt mondja Irwinnek: „Nem fogod fejjel lefelé felhúzni azt a zászlót”. Irwin azonban tovább sétál, miközben az ezredes továbbra is azt parancsolja neki, hogy álljon meg. Látva, hogy nincs hatása Irwinre, az ezredes megparancsolja a lövészeknek, hogy lőjenek Irwinre, de azok nem teszik. Újra és újra megparancsolja nekik, hogy próbálják megakadályozni Irwint abban, hogy fejjel lefelé emelje fel a zászlót. Miután azonban Winter emberei, köztük Peretz százados, nem engedelmeskednek a parancsának, és nem hajlandók megölni Irwint, Winter halálos lövéseket ad le Irwin hátába, miközben az elkezdi felhúzni a zászlót.  
Peretz letartóztatja az ezredest Irwin lelövése miatt. A foglyok, akik most már újra állnak, tisztelegni kezdenek a zászló előtt. Megdöbbenésére Winter most látja, hogy Irwin helyesen húzta fel a zászlót, ami azt jelenti, hogy az ezredes ok nélkül lőtte le Irwint. A zászló a börtön falai fölött lobog, amikor Wheeler tábornok megérkezik. Winter ezredest bilincsben vezetik el. 
A rabok új falat építenek elesett bajtársaik emlékére. Aguilar és Irwin neve is szerepel a várfalra vésett nevek között.

## Szereplők
| Szerep                              | Színész             | Magyar hang   |
| ----------------------------------- | ------------------- | ------------- |
| Eugene Irwin altábornagy, elítélt   | Robert Redford      | Dörner György |
| Ed Winter ezredes, börtönparancsnok | James Gandolfini    | Koroknay Géza |
| Sam Yates                           | Mark Ruffalo        | Dózsa Zoltán  |
| Jim Wheeler dandártábornok          | Delroy Lindo        | Vass Gábor    |
| Peretz százados                     | Steve Burton        | Bozsó Péter   |
| Dellwo törzsőrmester                | Paul Calderón       | N/A           |
| Duffy                               | Samuel Ball         | N/A           |
| Cutbush                             | Jeremy Childs       | N/A           |
| Ramon Aguilar őrmester              | Clifton Collins Jr. | Csőre Gábor   |
| Beaupre                             | Brian Goodman       | Kőszegi Ákos  |
| Enriquez                            | Michael Irby        | N/A           |
| Zamorro tizedes                     | David Alford        | Juhász György |

## A film készítése

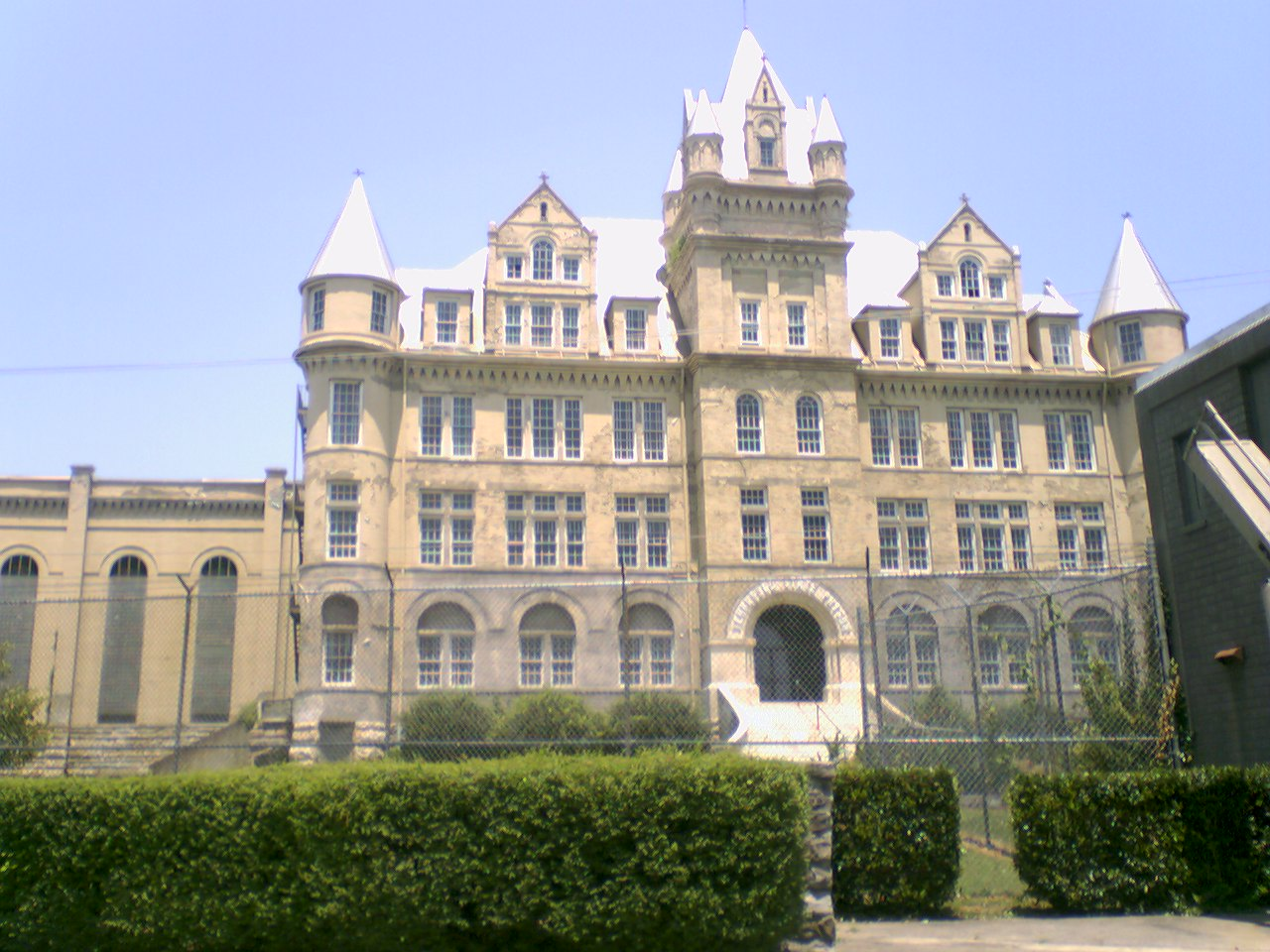
Az egykori Tennessee Állami Börtön kastélyszerű megjelenése

A filmet főként a 103 éves, egykori nashville-i Tennessee Állami Börtönben forgatták, amelyet korábban a Halálsoron és Az utolsó tánc című filmekben is felhasználtak, amelyet gótikus és kastélyszerű megjelenése miatt választottak. Tennessee állam felajánlotta, hogy bérleti díj nélkül biztosítja a helyszínt, és mentesíti az állam 6 százalékos forgalmi adója alól. James Gandolfini 5 millió dollárt keresett a filmben való közreműködésért, miután 2001 márciusában befejezte a Maffiózók harmadik évadát.
A 150 fős személyzet kilenc hétig dolgozott a meglévő épületek felújításán és új épületek építésén. Egy 61 méter hosszú és 6 méter magas falat építettek, amely a börtön bejárataként szolgált. Az őrök számára egy fémjárdát és két tornyot is építettek kilátópontként. A filmhez szükség volt egy nagy ablakkal rendelkező irodára, amelyen keresztül az igazgató figyelni tudta a rabokat; ezt a produkciós stáb építette meg. Rod Lurie rendező ragaszkodott ahhoz, hogy a rabok cellái egymással szemben legyenek, de a Tennessee Állami Börtönben nem ez a helyzet. A probléma megoldására Kirk Petruccelli díszlettervező cellákat alakított ki a börtön szomszédságában lévő raktárban.

## Bemutató
A DreamWorks még a megjelenés előtt kivonta a forgalomból az eredeti plakátot, amely egy fejjel lefelé lobogó amerikai zászlót ábrázolt (a szokásos vészjelzés), a 2001. szeptember 11-ei terrortámadások társadalmi érzékenysége miatti aggodalmak miatt.
A filmet 2001. október 19-én mutatták be 2262 észak-amerikai moziban, és a nyitóhétvégén 7 088 213 dolláros bevételt hozott, mozinkénti 3133 dolláros átlaggal. A bemutató 63 napig (9 hét) tartott, és 2001. december 20-án fejezték be, 18 244 060 dolláros hazai összbevétellel. A film a tengerentúlon 9 398 647 dollárt keresett, a legkevesebbet Egyiptomban (5954 dollár), a legtöbbet pedig Németországban (1 410 528 dollár).

## Fordítás
- Ez a szócikk részben vagy egészben  a   The Last Castle című angol Wikipédia-szócikk fordításán alapul.  Az eredeti cikk szerkesztőit annak laptörténete sorolja fel. Ez a jelzés csupán a megfogalmazás eredetét és a szerzői jogokat jelzi, nem szolgál a cikkben szereplő információk forrásmegjelöléseként.